# Ghencea-Friedhof
Der Ghencea-Friedhof (rumänisch Cimitirul Ghencea) ist ein Friedhof in der rumänischen Hauptstadt Bukarest im Stadtteil Ghencea. Er beherbergt die Grabstätten von bedeutenden rumänischen Persönlichkeiten aus den Bereichen Politik, Sport, Kunst und Militär. Der Friedhof ist unterteilt in einen zivilen und einen militärischen Bereich.

## Grabstätten
- Gheorghe Argeșanu (1884–1940), General und Staatsmann
- Elena Ceaușescu (1916–1989), Politikerin und Ehefrau Nicolae Ceaușescus
- Nicolae Ceaușescu (1918–1989), Diktator der Sozialistischen Republik Rumänien
- Nicu Ceaușescu (1951–1996), Politiker und Sohn von Nicolae and Elena Ceaușescu
- Mihai Chițac (1928–2010), General und Innenminister
- Florența Crăciunescu (1955–2008), Olympische Leichtathletin
- Gheorghe Cucu (1888–1938), Komponist
- Alexandru Șerbănescu (1912–1944), Fliegerass im Zweiten Weltkrieg
- Constantin Toma (1928–2008), Fußballspieler und -trainer
- Nicolae Tonitza (1886–1940), Maler und Illustrator
- Ilie Verdeț (1925–2001), Ministerpräsident
- Corneliu Vadim Tudor (1949–2015), Anführer der Großrumänienpartei (Partidul România Mare), Dichter, Schriftsteller, Journalist und Mitglied des Europäischen Parlaments

## Galerie

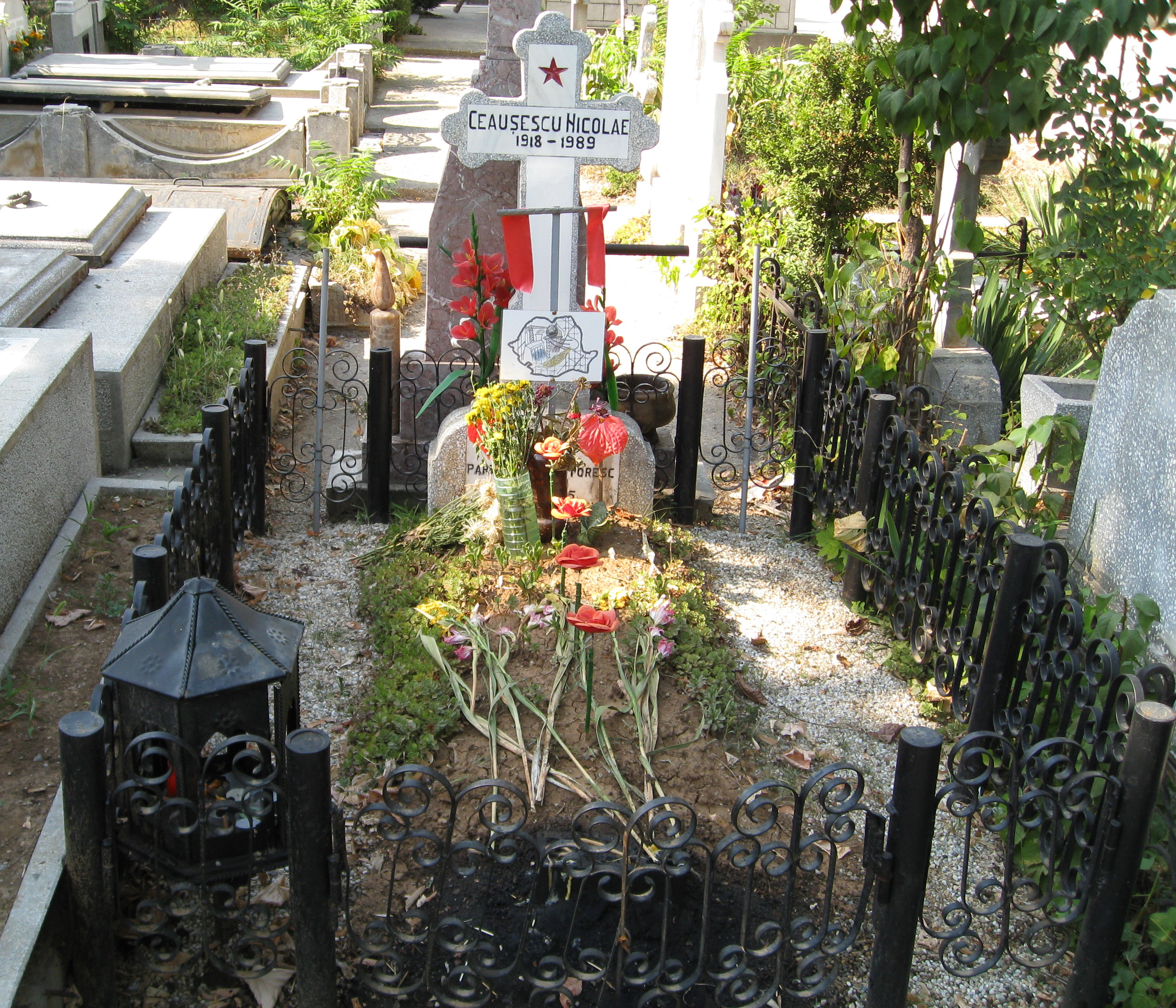
Ehemaliges Grab von Nicolae Ceaușescu
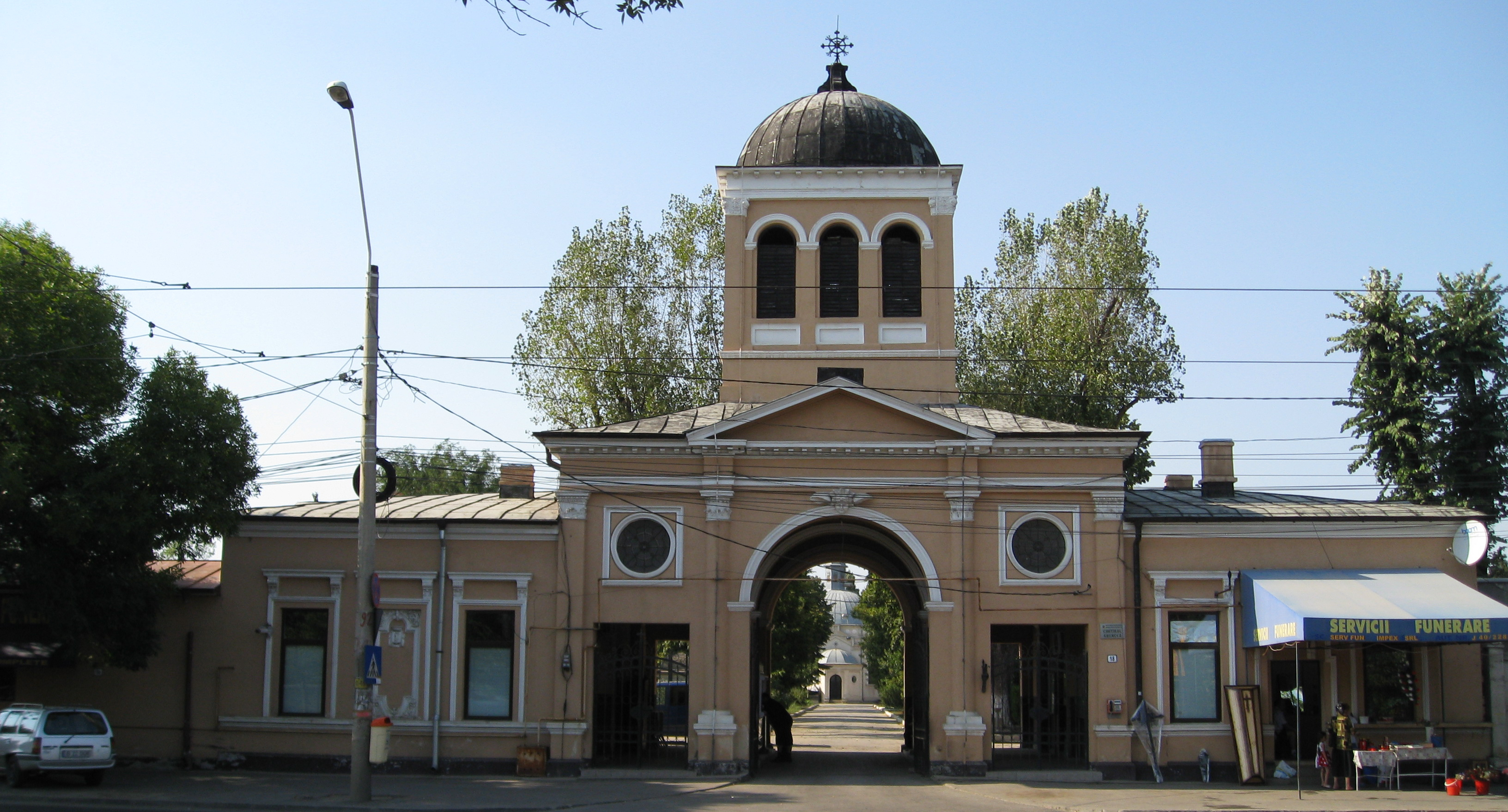
Haupteingang des Ghencea-Friedhofs
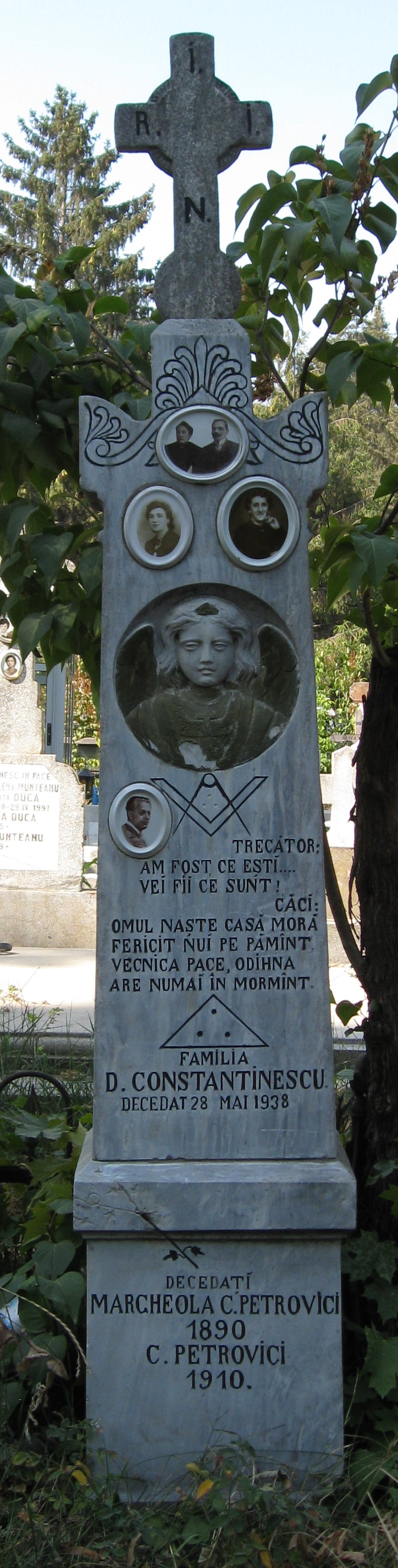
Grab mit Freimaurersymbolik
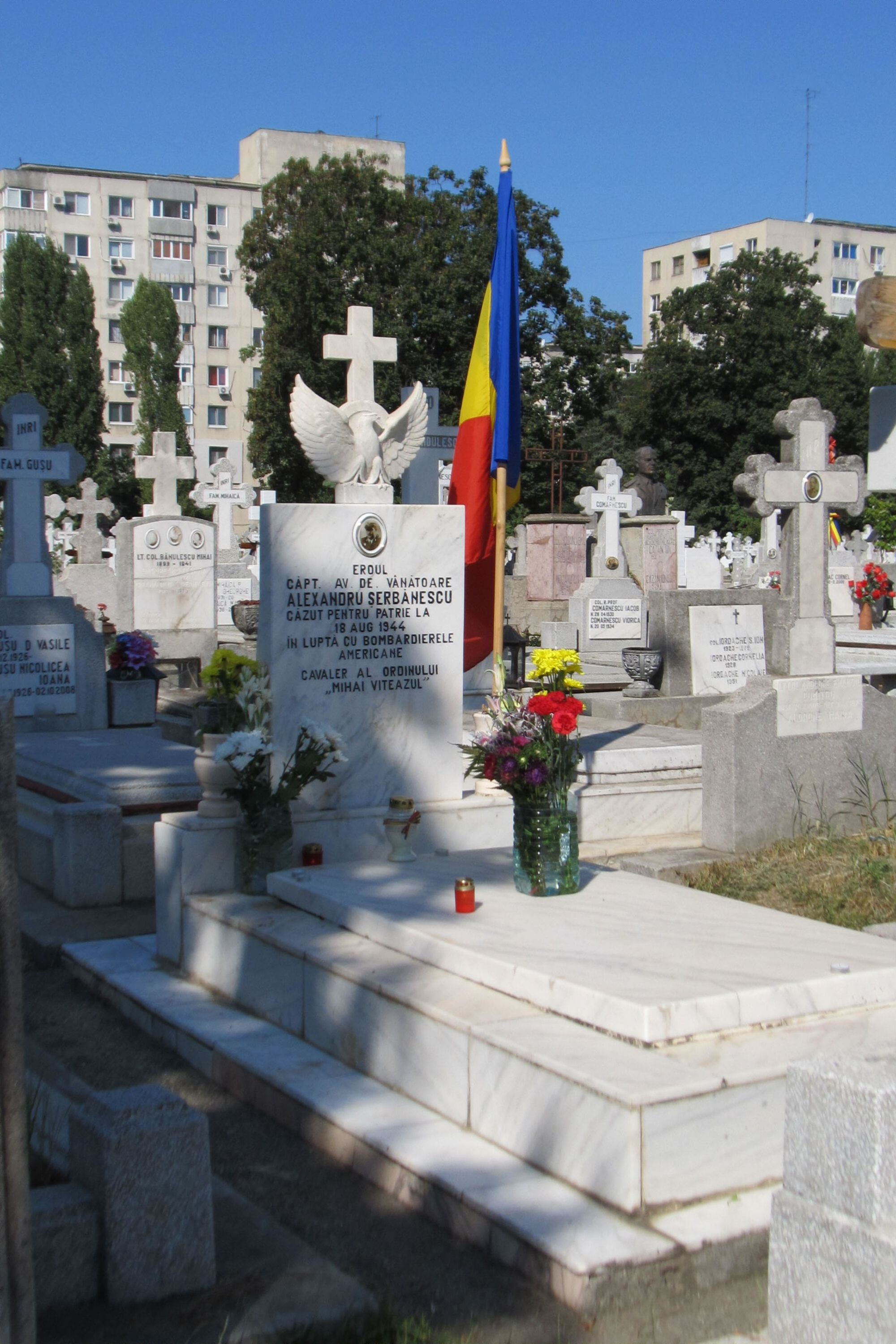
Grab von Alexandru Șerbănescu
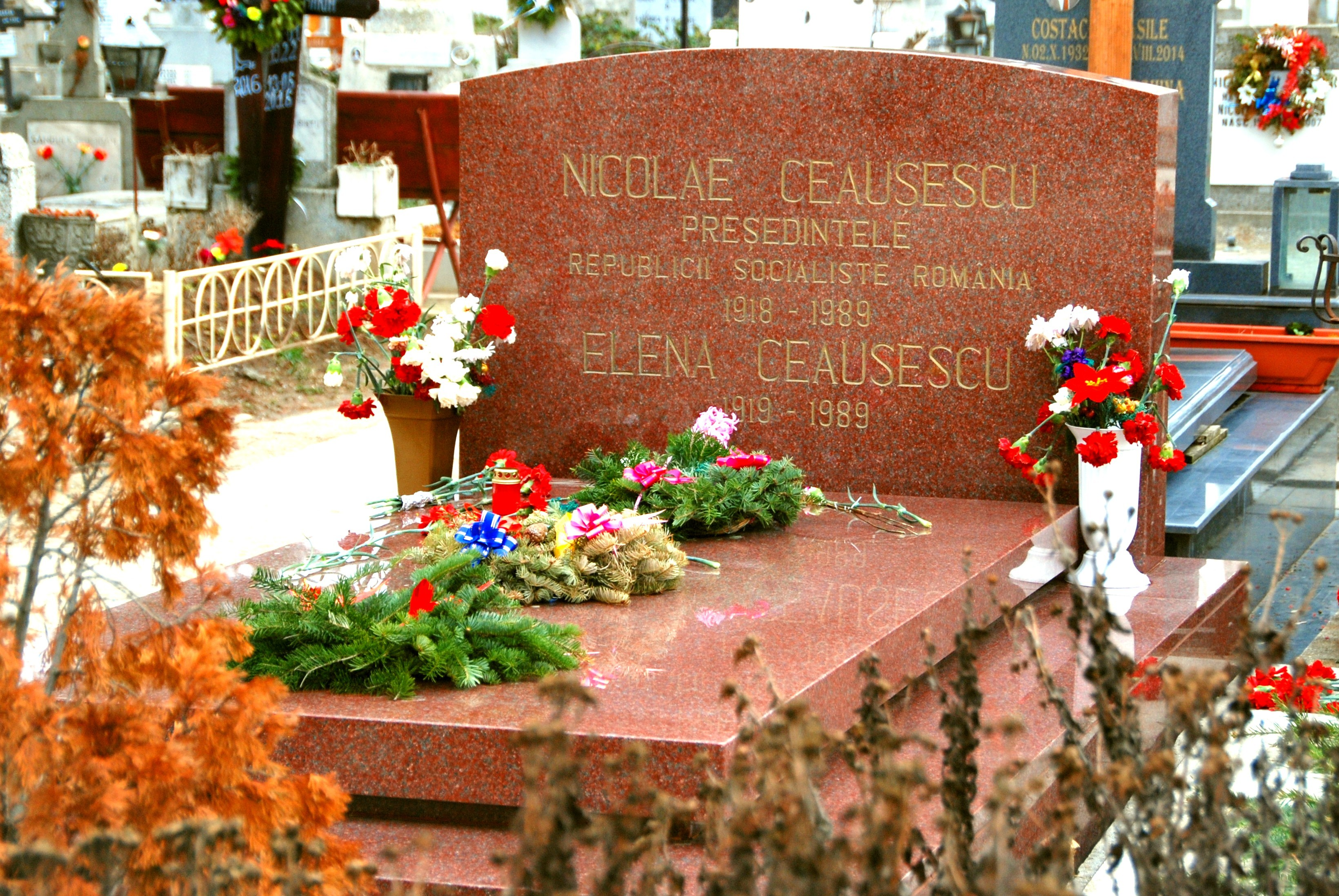
Grab von Nicolae und Elena Ceaușescu